# El Vidal (Arbúcies)
El Vidal és una masia modernista d'Arbúcies (Selva) inclosa a l'Inventari del Patrimoni Arquitectònic de Catalunya.

## Descripció
Edifici de grans proporcions format per diversos cossos d'edificis adossats. El conjunt està format per dos habitatges i les dependències d'un camping, són 1500 metres quadrats edificats. Antigament hi havia la casa, la masoveria i un edifici anomenat Cal Vicari. Malgrat les múltiples reformes per a convertir el conjunt arquitectònic en el que és actualment, s'ha preservat a grans trets la fesomia de l'edifici original.
L'edifici principal és de planta rectangular, vessants a laterals i cornisa catalana, consta de planta baixa i dos pisos, i té una balconada al primer pis amb barana de pedra. Les obertures estan envoltades de llinda i brancals de pedra a diferència de les portes i finestres dels altres cossos que són de rajol de forma esglaonada, seguint un estil modernista. Una arcada al primer pis uneix el cos principal de l'edifici amb un altre situat al seu costat.
El parament de la casa principal és arrebossat i pintat mentre que el de les dependències del voltant és de pedra vista. A part dels antics estables i magatzems, cal destacar el cos de la part posterior de la casa que actualment és el bar i la recepció del camping. Es tracta d'un edifici de planta rectangular que antigament havia estat una petita església, de la qual es conserven el vitrall i el campanar d'espadanya d'un sol ull. La porta és amb arc ogival i a l'interior el sostre té una volta lleugerament apuntada. Fent de brancal a la porta que comunica aquesta recepció amb la casa, hi ha una llinda amb la inscripció “ Ave Maria Sin Pecado Concebida 1709” que deuria col·locar-se en la portalada del temple.

## Història
Apareix documentat per primera vegada en els Fogatges de 1497 i de 1515, dins la Batllia de n'Orri.
Documentat en el Cadastre de 1743, quan Salvador Vidal declara tres cases de la seva propietat. També apareix en el cadastre de 1800, i seguidament en el llistat de les cases de pagès del rector de la parròquia del 1826.
En el padró de 1883 hi consta una família de 11 persones i pels masovers de 3, en el padró de 1940 hi trobem dues famílies, una de 8 i altra de 5 membres. També es documenta en el mapa del Montseny de Juli Serra de 1890.
En l'amillarament de 1935 Trinitat Mª Oms i Ruyra declara els límits del mas: a orient amb terres dels masos Marcús i Mundic, a migdia amb terres del mas Pons, a ponent amb honors del mas Regàs i a nord amb terrenys dels masos Marcús, Vinyets, Fontiguells i Monjo.